# Jean-Baptiste de Villeneuve
Pour les autres membres de la famille, voir maison de Villeneuve.
Jean-Baptiste de Villeneuve est un prélat français, qui fut  évêque constitutionnel du département des Basses-Alpes de 1791 à 1798.

## Biographie
Jean-Baptiste Romée de Villeneuve, fils de Jean-Baptiste de Villeneuve-Esclapon et de Lucrèce de Dezin, nait à Valensole le 9 février 1727. Il devient curé de sa ville natale, le 2 septembre 1771.
Élu évêque constitutionnel du département des Basses-Alpes le 21 mars, il est sacré le  2 juin 1791. Il souscrit les encycliques et est député au Concile national de 1797. Il meurt à Valensole le 23 décembre 1798